# Heliotropium hirsutissimum
Heliotropium hirsutissimum är en strävbladig växtart som beskrevs av Grauer. Heliotropium hirsutissimum ingår i Heliotropsläktet som ingår i familjen strävbladiga växter. Inga underarter finns listade i Catalogue of Life.

## Bildgalleri

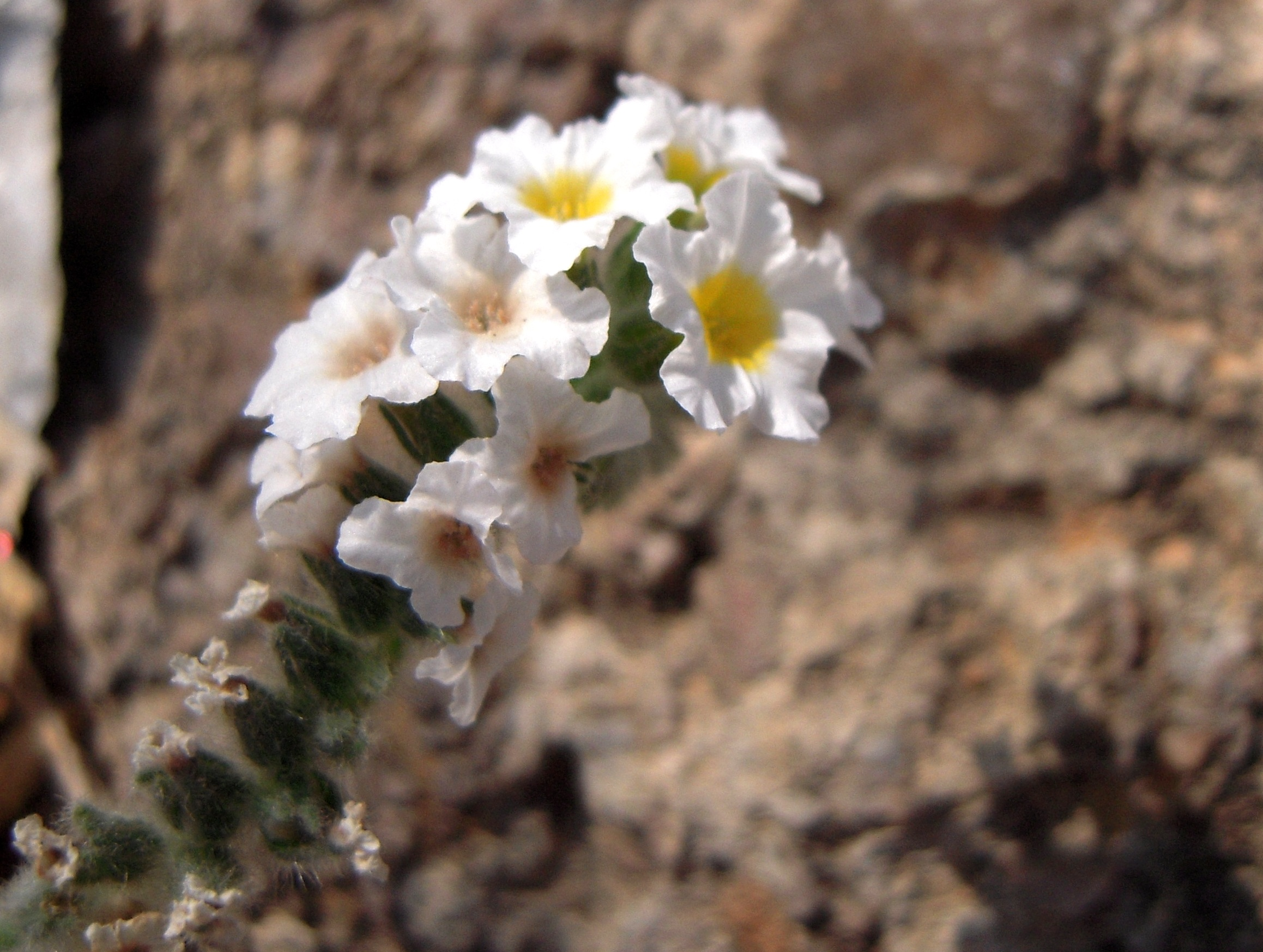